# Vernonia gardneri
Vernonia gardneri là một loài thực vật có hoa trong họ Cúc. Loài này được Thwaites miêu tả khoa học đầu tiên.